# Хаві Фуего
Хаві Фуего (ісп. Javi Fuego, нар. 4 січня 1984, Сьєро) — іспанський футболіст, півзахисник клубу «Спортінг» (Хіхон).

## Ігрова кар'єра
Вихованець хіхонського «Спортінга» у молодіжній команді якого грав з 1997 року. 2002 року був запрошений до головної команди, де провів 5 наступних сезонів. У сезоні 2007/08 він виступав у Ла Лізі.
У серпні 2008 року підписав трирічний контракт з клубом «Рекреатіво», де був гравцем основного складу протягом двох сезонів. Але після вильоту команди в Сегунду, перейшов в «Райо Вальєкано». Відіграв за мадридський клуб наступні три сезони своєї ігрової кар'єри. Більшість часу, проведеного у складі «Райо Вальєкано», був основним гравцем команди.
До складу «Валенсії» приєднався влітку 2013 року на правах вільного агента. Дебютував у складі своєї нової команди 17 серпня, провівши на полі всі 90 хвилин в домашньому переможному матчі проти «Малаги» (1:0). Наразі встиг відіграти за валенсійський клуб 13 матчів в національному чемпіонаті.

## Виступи за збірні
2002 року дебютував у складі юнацької збірної Іспанії, взяв участь у 4 іграх на юнацькому рівні.
З 2003 року залучався до складу молодіжної збірної Іспанії, з якою став переможцем Середземноморських ігор 2005 року. Всього за «молодіжку» зіграв у 7 офіційних матчах.

## Титули і досягнення
- Переможець Середземноморських ігор: 2005